# Anolis alutaceus
Anolis alutaceus este o specie de șopârle din genul Anolis, familia Polychrotidae, descrisă de Cope 1861. Conform Catalogue of Life specia Anolis alutaceus nu are subspecii cunoscute.